# Champhai
Champhai – miasto we wschodnich Indiach, w stanie Mizoram. Według danych szacunkowych na rok 2011 liczyło 32 734 mieszkańców.